# 梅内特勒勒皮图瓦
梅内特勒勒皮图瓦（法語：Ménétreux-le-Pitois，法語發音：[menetʁø lə pitwa]）是法国科多尔省的一个市镇，位于该省西北部，属于蒙巴尔区。

## 地理
梅内特勒勒皮图瓦（47°33'31"N, 4°28'17"E）面积6.62 平方千米，位于法国勃艮第-弗朗什-孔泰大區科多尔省，该省份为法国中东部省份，北起奥布省，西接涅夫勒省和约讷省，南至索恩-卢瓦尔省，东南接汝拉省，东临上索恩省，东北部与上马恩省接壤。
与梅内特勒勒皮图瓦接壤的市镇（或旧市镇、城区）包括：埃兰日、格雷西尼圣雷娜、塞尼、沃纳雷莱洛姆、比西勒格朗、格里尼翁。

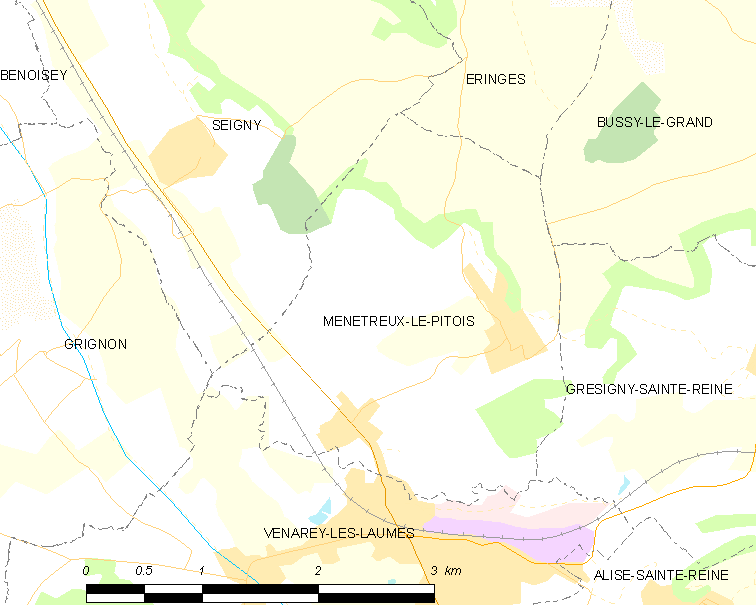
梅内特勒勒皮图瓦的OSM定位图

梅内特勒勒皮图瓦的时区为UTC+01:00、UTC+02:00（夏令时）。

## 行政
梅内特勒勒皮图瓦的邮政编码为21150，INSEE市镇编码为21404。

## 政治
梅内特勒勒皮图瓦所属的省级选区为蒙巴尔县。

## 人口

1962-2008年间梅内特勒勒皮图瓦人口变化图示

梅内特勒勒皮图瓦于2022年1月1日时的人口数量为393人。